# Chen Hong (peintre)
Pour les articles homonymes, voir Chen Hong.
Chen Hong ou Ch'ên Hun ou Th'eng Hong, né à Kuaiji (province du Zhejiang), est un peintre chinois du VIIIe siècle, ses dates de naissance et de décès ne sont pas connues.

## Peintres au service de l'empereur
Pour peindre ses chevaux, l'empereur fait souvent appel à Cao Ba, un fonctionnaire de haut rang, descendant lointain de Cao Mao, un peintre de l'époque des Trois royaumes, lequel détient des traditions sur ce sujet. Sans être lui-même peintre, Cao Ba hérite de ces vieilles traditions s'inspirant des «chevaux-dragons» (longma) emportant le roi Mu des Zhou (ou)  dans son voyage vers la  reine mère de l'Occident et instruit à son tour de jeunes élèves, parmi lesquels, Chen Hong et Han Gan.
  Chen Hong, peintre animalier, de chevaux et buffles principalement, est aussi peintre de portrait au service de la famille royale.

## Biographie
Chen Hong est introduit à la cour de la dynastie Tang pendant l'ère Kaiyuan (713-742). On connaît de lui les portraits des empereurs Xuanzong (713-756) et Suzong (756-762) et qu'il illustre les chasses impériales.

## Style et tradition Tang
Les animaux, les chevaux en particulier, représentent le dernier grand thème de la peinture de cour. Cela peut paraître surprenant, mais l'évolution de la peinture de chevaux démontre parfaitement la transformation de l'art de cour du début des Tang aux Grands Tang. Les chevaux ont toujours été la passion de la maison impériale des Tang. Chen Hong et Han Gan, illustres peintres de la cour, sont chargés par l'empereur de peindre les montures les plus célèbres. Leurs œuvres montrent des éléments de la tradition réaliste du début des Tang, mais reflètent aussi la manière des Grands Tang : les formes sont arrondies, charnues ; on observe ainsi une ressemblance stylistique manifeste entre les images de chevaux et de dames du palais au huitième siècle.

## Musées
- Kansas City (Nelson Gal. of Art):
  - Huit portraits de militaires méritants et de fonctionnaires civils représentés séparément en uniforme, couleurs sur soie. Seulement six de ces portraits subsistent.